# Суперпродавці. Як навчитися продавати, а не впарювати
Суперпродавці. Як навчитися продавати, а не впарювати (англ. The Challenger Sale: Taking Control of the Customer Conversation) — книга викладача і бізнес-тренера Брента Адамсона та експерта з продажів Метью Діксона, вперше була опублікована видавництвом «Portfolio Penguin» 10 листопада 2011 року у Великій Британії. Українською мовою її було перекладено та опубліковано у 2018 році видавництвом «Наш Формат» (перекладач — Дмитро Кожедуб).

## Огляд книги
В книзі Суперпродавці. Як навчитися продавати, а не впарювати Метью Діксон і Брент Адамсон викладають ідеї та стратегії, що стоять перед найуспішнішими менеджерами з продажу. В процесі написання книги було досліджено близько 6 тисяч продавців та 90 компаній у різних галузях промисловості, щоб визначити характеристики і підходи, які застосовують успішні торгові представники, та створити «дорожню карту» ефективних продажів. Автори вважають, що стандартні моделі продажів вже неефективні, що покупцям набридло відповідати на питання від торгових представників, які не приносять ніякої користі, і пропонують оригінальну модель Challenger Sale.

* Challenger Sale: продаж, в якій представник викладає щось про свій бізнес, адаптує свої кроки, щоб резонувати з проблемами клієнтів, та контролює процес продажів.

### П'ять стилів продажів
Challenger Sale заснована на одному з найбільших досліджень продажів, що коли-небудь проводилися. Одним з основних висновків було те, що 53% лояльності клієнтів залежить від досвіду продажу, а не бренду, ціни, сервісу чи навіть продукту. Цей досвід багато в чому продиктований взаємодією замовника з представником. За їхніми дослідженнями, кожна комерційна фірма B2B має п'ять різних моделей, які визначають навички та поведінку, які вони використовують у взаємодії з клієнтами. Ці моделі описують природний спосіб взаємодії респондента з перспективою та не є взаємовиключними:
1. Жорсткий працівник (The Hard Worker): не відмовляється легко; самовмотивований; зацікавлений у зворотному зв'язку / особистому розвитку.
2. Самотній вовк (The Lone Wolf): дотримується власних інстинктів; самооцінюється; надає результати, але важко керувати.
3. Конструктор відносин (The Relationship Builder): класичний представник-консультант; створює прихильників зсередини; створює відносини з перспективами.
4. Людина виклику (The Challenger): особливий погляд на світ; любить дискутувати / штовхає клієнта; сильне розуміння бізнесу клієнта.
5. Вирішувач проблем (The Problem Solver): високо деталізований; надійне реагування для зацікавлених сторін; забезпечує вирішення всіх проблем[3].

### Результати дослідження
У дослідженні книга базується на тому, що автори називають «підходом Challenger для продажів», — це той, який найбільше співвідноситься з фактичною продуктивністю продажів серед висококваліфікованих виконавців. У дослідженні вони виявили, що:
- 40% виконавців із високим показником продажів в основному використовували стиль Challenger — на відміну від одного з чотирьох інших стилів продажу, визначених книгою.
- Успішні виконавці більше, ніж вдвічі використовували підхід Challenger, ніж будь-яку іншу модель.
- Понад 50% всіх зіркових виконавців відповідають профілю The Challenger в складних продажах.
- Тільки 7% топ-виконавців взяли підхід побудови взаємозв'язку найгіршу модель.

Оскільки збільшується складність товару, то зростає й успішність підходу Challenger, який працював краще серед топ-виконавців. Серед середніх виконавців, всі профілі були приблизно однаково успішними. Це є руйнівним виявленням, оскільки більшість тренінгів з продажів сьогодні спрямовані на створення та заохочення «вирішувачів проблем», найменш ефективного з п'яти профілів.

### Рекомендації
Згідно з цією книгою, репутація Challenger визначається здатністю гарно робити три ключові речі, які потрібно засвоїти:
1. Навчіть ваших клієнтів чогось нового та цінного в тому, як конкурувати на ринку.
2. Налаштовуйте рівень продажів, щоб резонувати з проблемами, які необхідно вирішити клієнту.
3. Візьміть під свій контроль дискусію стосовно ціноутворення та заперечуйте думкам клієнта щодо проблеми[7].

У книзі наводяться результати дослідження з управління продажами, проведеного для визначення того, що робить менеджера з продажу ефективним, а саме:
- Можливість управління продажами (продаж, тренування та контроль) становить 73% ефективності управління.
- Останні 27% складаються з основних принципів управління, таких як цілісність, надійність та вміння прислуховуватися.

З усіх навичок менеджер з продажу може мати найважливішу навичку інноваційності: з'ясувати творчі шляхи, щоб допомогти своїм потенційним клієнтам перейти у майбутнє. Другим, найважливішим, є тренування представників. Інноваційні менеджери з продажу здійснюють три основні заходи:
1. Розслідування. Вони визначають перешкоди на шляху до нового продажу, збирають відгуки щодо того, що працює / не працює, а потім визначити, як вирішити проблему клієнта.
2. Створення. Вони інноваційно висвітлюють нові способи позиціонування пропозиції, визначають ідеальні результати бізнесу та працюють з представниками / клієнтами для визначення та вивчення нових рішень щодо продажу.
3. Поділитися. Ці менеджери діляться тактиками та найкращими практиками, розвивають і підтримують міжопераційні зв'язки з іншими в організації, а також фільтрують новини / інформацію з інших підрозділів у свою команду збуту.

## Відгуки
Книга стала бестселером Amazon і отримала не тільки численні позитивні відгуки, але й критику.
- «Дивовижна річ, що репутація продавця Challenger ховалася на просторах всі ці роки. Challenger Sale розбиває виграшні елементи цього потужного підходу в набір навчальних навичок, які можуть залучити навіть топ-менеджерів з продажу до нового рівня результативності». — Dan James, колишній начальник відділу продажів компанії DuPont

- «Це обов'язкова книга для кожного професіонала з продажу. Провідне дослідження авторів пояснює, як змінилися правила щодо продажу, і що з ним слід робити. Якщо ви не хочете залишатися позаду, не пропустіть цю інноваційну книгу, яка передбачає нову формулу для успішного продажу». — Ken Revenaugh, віце-президент, операції з продажу Oakwood Temporary Housing

- «Перспективні, своєчасні та дисципліновані дослідження, представлені таким чином, що є інтуїтивно зрозумілими і цілком реалістичними, — це вже вплинуло на нашу організацію, створивши клієнтську лінзу, яка покращила наш рекрутинг, наймання, навчання та зростання». — Jeff Connor, старший віце-президент та головний фахівець з розвитку, ARAMARK Global Food, Hospitality and Facility Services

## Переклади українською
- Брент Адамсон, Метью Діксон. Суперпродавці. Як навчитися продавати, а не впарювати / пер. Дмитро Кожедуб. — К.: Наш Формат, 2018. — 240 с. — ISBN 978-617-7552-18-4.